# 岡山市立旭東小学校
岡山市立旭東小学校（おかやましりつきょくとうしょうがっこう）は、岡山県岡山市中区にある市立小学校。また、同じ敷地内に岡山市立旭東幼稚園がある。

## 沿革
- 1872年（明治5年）-　第五学問所として創立。（その後，環翠小学校，旭東尋常小学校，旭東国民学校などを経る）。
- 1947年（昭和22年）-　岡山市立旭東小学校となる。

## 主な進学先
- 岡山市立東山中学校

## 最寄駅・バス停
- 岡山電気軌道東山本線「東山行き」乗車し、門田屋敷停留場下車。徒歩3分
- JR岡山駅より両備バス「西大寺・牛窓行き」乗車し、「山陽学園中学・高校前」下車。徒歩4分

## 通学区域が隣接している学校
- 岡山市立平井小学校
- 岡山市立三勲小学校
- 岡山市立岡山中央小学校
- 岡山市立清輝小学校
- 岡山市立岡南小学校